# Oulad Amghar
Oulad Amghar (en àrab أولاد أمغار, Ūlād Amḡār; en amazic ⵓⵍⴰⴷ ⴰⵎⵖⴰⵔ) és una comuna rural de la província de Driouch, a la regió de L'Oriental, al Marroc. Segons el cens de 2014 tenia una població total de 6.010 persones.